# Elección presidencial de El Salvador de 2004
La elección presidencial de El Salvador de 2004 fue la quinta de su tipo desde la promulgación de la Constitución de la República de 1983, y la tercera desde la firma de los Acuerdos de Paz de 1992. Estas elecciones definieron a los nuevos titulares de la Presidencia y Vicepresidencia de la República para el período que comenzaría el 1 de junio de 2004 hasta el 1 de junio de 2009.
Esta elección se desarrolló el día domingo 21 de marzo de 2004, dando como ganadores a la fórmula presidencial compuesta por los candidatos Elías Antonio Saca (como presidente) y a Ana Vilma de Escobar (como vicepresidente) ambos miembros de (ARENA), luego de vencer con una ventaja de más de medio millón votos a la segunda fórmula presidencial más próxima formada por Schafik Hándal (como presidente) y Guillermo Francisco Mata (como vicepresidente) miembros de (FMLN).

## Sistema electoral
Las elecciones presidenciales se celebran en El Salvador cada cinco años y requieren que un partido político o coalición obtenga al menos mayoría absoluta para ganarlas; esto provoca que exista la posibilidad de celebrar una segunda vuelta electoral si no se llega a ella. La Constitución de El Salvador establece que los partidos políticos son el único instrumento para el ejercicio de la representación del pueblo dentro del Gobierno (Art. 85), motivo por el cual las papeletas de votación únicamente llevan impresas las banderas de los partidos políticos o los distintivos de las coaliciones legalmente inscritas en el proceso de elección, y por el cual no es compatible la participación de candidatos no partidarios.
Los requisitos para poder ser elegido Presidente o Vicepresidente de la República los establece el artículo 151:
- Ser salvadoreño por nacimiento, hijo de padre o madre salvadoreño;
- Del estado seglar;
- Mayor de treinta años de edad;
- De moralidad e instrucción notorias;
- Estar en ejercicio de los derechos del ciudadano, y haberlo estado en los seis años anteriores a la elección;
- Estar afiliado a uno de los partidos políticos reconocidos legalmente.

Las incompatibilidades con la candidatura a la Presidencia o Vicepresidencia se recogen en el artículo 152:
1. Haber desempeñado la Presidencia de la República por más de seis meses, consecutivos o no, durante el período inmediato anterior, o dentro de los seis meses anteriores al inicio del período presidencial;
2. Ser cónyuge y pariente dentro del cuarto grado de consanguinidad o segundo de afinidad de cualquiera de las personas que hayan ejercido la Presidencia en los casos del ordinal anterior;
3. Haber sido presidente de la Asamblea Legislativa o de la Corte Suprema de Justicia durante el año anterior al día de inicio del período presidencial;
4. Haber sido ministro, viceministro de Estado, o presidente de alguna institución oficial autónoma y el director de la Policía Nacional Civil, dentro del último año del período presidencial inmediato anterior;
5. Ser militar de profesión y encontrarse de alta o haberlo estado en los tres años anteriores al día del inicio del período presidencial;
6. Haber sido llamado legalmente a ejercer la Presidencia en el período inmediato anterior como vicepresidente o designado, y negarse a desempeñarla sin justa causa, entendiéndose que ésta existe cuando el vicepresidente o designado manifieste su intención de ser candidato a la Presidencia de la República, dentro de los seis meses anteriores al inicio del período presidencial;
7. Las personas comprendidas en los ordinales 2º, 3º, 4º, 5º y 6º del Artículo 127 de esta Constitución.

## Resultados de las elecciones por departamento
Elecciones para elegir al presidente y vicepresidente de la república 
|  | 60.83 % |

|  | 30.12 % |

|  | 3.80 % |

|  | 5.25 % |

|  | 66.78 % |

|  | 26.92 % |

|  | 2.39 % |

|  | 3.91 % |

|  | 59.85 % |

|  | 35.21 % |

|  | 2.45 % |

|  | 2.49 % |

|  | 62.47 % |

|  | 31.64 % |

|  | 2.65 % |

|  | 3.25 % |

|  | 61.58 % |

|  | 32.59 % |

|  | 4.02 % |

|  | 1.81 % |

|  | 58.73 % |

|  | 33.69 % |

|  | 3.49 % |

|  | 4.10 % |

|  | 64.15 % |

|  | 23.16 % |

|  | 2.61 % |

|  | 10.08 % |

|  | 60.45 % |

|  | 30.82 % |

|  | 4.37 % |

|  | 4.35 % |

|  | 57.13 % |

|  | 36.75 % |

|  | 3.48 % |

|  | 2.64 % |

|  | 53.13 % |

|  | 41.19 % |

|  | 4.59 % |

|  | 1.09 % |

|  | 55.00 % |

|  | 38.71 % |

|  | 2.34 % |

|  | 3.95 % |

|  | 60.84 % |

|  | 32.96 % |

|  | 4.16 % |

|  | 2.05 % |

|  | 56.19 % |

|  | 33.33 % |

|  | 5.46 % |

|  | 5.02 % |

|  | 57.76 % |

|  | 38.38 % |

|  | 1.76 % |

|  | 2.10 % |

|  | 57.71 % |

|  | 35.68 % |

|  | 3.90 % |

|  | 2.71 % |